# Barbare Jorjadze
Barbare Jorjadze (en georgiano: ბარბარე ჯორჯაძე; Kistauri, 1833-10 de abril de 1895), también conocida como Barbare Eristavi-Jorjadze, fue una princesa, poetisa, dramaturga y ensayista georgiana, quién se hizo conocida por su defensa en los derechos de las mujeres. En 1893 publicó en la revista Kvali la carta "Unas Pocas Palabras para la Atención de los Hombres Jóvenes" considerada un manifiesto del feminismo georgiano.

## Biografía
Jorjadze nació en Kistauri, Georgia en 1833, siendo hija del príncipe Davit Eristavi. A los 12 años, tuvo que contraer matrimonio con Zakaria Jorjadze. Su hermano era el poeta e historiador Raphael Eristavi.

### Escritura
Considerada la primera feminista de Georgia, Jorjadze fue poeta, dramaturga y ensayista. Desde 1858, comenzó a publicar poesía en la revista Tsiskari. A pesar de las críticas públicas, siguió publicando en diarios y revistas como el Droeba, Iveria, Kvali, y Jejili.
En 1861, participó en los debates sobre la modernización del idioma georgiano, desafiando específicamente las ideas de Iliá Chavchavadze. También creó su propio método de alfabetización.
Su obra teatral, ''Lo que estaba buscando y lo que encontré'', se estrenó por primera vez en 1867 en el Teatro Kutasi. Fue presentada durante varios años y en varios teatros del país.
En 1874  publicó su libro de recetas, Cocina Georgiana y Notas de Servicios de Limpieza. Publicado por la casa editorial Ekvtime Kheladze,  recopiló recetas culinarias de platos locales y europeos. Gran parte de sus recetas se consideran una práctica estándar para la preparación de tradicionales platos georgianos y el libro aun sigue siendo popular, incluyendo a chefs como Tekuna Gachechiladze.
Jorjadze escribió la carta "Unas Pocas Palabras para la Atención de los Hombres Jóvenes", siendo publicada en 1893 en la revista Kvali. Al abordar los derechos de las mujeres, es considerado como un manifiesto del feminismo georgiano.
En 2017, la Biblioteca Parlamentaria Nacional de Georgia dio su nombre a una sala de lectura. En espacio también contiene murales realizados por Anuk Beluga, presentandi tanto a Jorjadze como a otras mujeres escritoras y activistas de Georgia.